# 로만스호른역
로만스호른역(독일어: Bahnhof Romanshorn)은 스위스 투르가우주에 있는 로만스호른 지자체에 서비스를 제공하는 철도역이다. 1855년에 문을 연 역은 스위스 연방 철도가 소유하고 운영한다. 그것은 빈터투어-로만스호른 철도, 샤프하우젠-로르샤흐 철도 및 로만스호른-네슬라우 노이 장크트 요한 철도 사이의 교차점을 형성한다.
스위스 연방 철도와 THURBO는 역을 오가는 장거리와 로컬 트래픽을 모두 운영한다. 여기에는 4개의 장크트갈렌 S-반 노선과 브리크까지 가는 인터시티 열차가 포함된다.

## 위치
로만스호른역은 도심의 동쪽 가장자리에 있는 노이슈트라세에 있다.
트랙 반대편에는 보덴 호수를 가로지르는 페리를 탈 수 있는 로만스호른 페리 터미널이 있다.

## 역사

### 초기사
2년 간의 계획 끝에 1855년에는 종점이었던 빈터투어-로만스호른 철도의 1단계와 함께 역이 개통되었다. 또한 요한 야코프 브라이팅거(Johann Jakob Breitinger)의 계획에 따라 1855년에 역 건물이 세워졌다.
1869년, 스위스 북동부 철도가 로만스호른과 로르샤흐 사이를 운행하는 호수선을 개통했다. 같은 해에 로만스호른과 프리드리히샤펜 사이, 린다우와 브레겐츠 사이를 오가는 국경을 넘는 화물 운송을 위해 보덴호 기차 페리가 설립되었다.
1871년에 크로이츠링겐 하펜과의 철도 연결과 콘스탄츠의 국경이 교통에 넘겨졌다.
1910년 10월 1일 보덴제-토겐부르크 철도가 장크트갈렌과 바트빌을 경유하여 네슬라우까지 노선을 개통했다.
린다우와 브레겐츠로 가는 기차 페리는 제2차 세계 대전이 발발하면서 중단되었고 프리드리히샤펜과의 연결은 107년의 운영 끝에 1976년에 중단되었다.

### 현대화 2001~2003
20세기 초에 대대적인 보수 공사를 한 후 거의 90년 동안 여객 정류장에 큰 변화가 없었다.
밀레니엄이 바뀔 무렵, 역의 신호와 지점(스위치)은 여전히 1912년 Jüdel의 브라운슈바이크 회사에서 만든 기계적 레버 프레임이 장착된 신호 상자에 의해 제어되었다. 남쪽 역 목은 마지막 스위스의 신호 갠트리. 또한 공공시설이 낡았고 5번과 6번 트랙에 대한 접근은 사슬과 롤러 셔터와 같은 전설적인 "Chetteli"에 의해 확보된 수평 건널목을 통해 이루어졌다. 페리와 교환할 수 있도록 하기 위해 취리히를 오가는 기차는 경유하는 동안 이동해야 했으며 페리 터미널로 가는 통로를 접근가능하게 만들어야 했다.
따라서 스위스 연방 철도는 역 현대화에 5천만 프랑을 투자하기로 결정했다. 지역 사회의 기여는 86%의 ‘찬성’ 투표로 국민투표에서 승인되었다.
현대화 작업은 2001년 여름에 시작되어 2003년 11월 말까지 계속되었다. 트랙 1, 1900년에 지어진 기관차 창고, 기타 다양한 건물과 이전 화물 창고의 트랙이 모두 사용되지 않았다. 기계적 신호 프레임은 지멘스 SIMIS C 타입 전자시스템으로 교체되었으므로 신호와 수동 작동 장벽도 교체되었다.
역의 공공장소에서도 편안함이 크게 향상되었다. “Chetteli-Übergang”은 넉넉한 보행자 지하도로 교체되었다. 1920년에 만들어진 레버로 작동되는 판을 교체하기 위해 새로운 승객 정보 전단 디스플레이와 스크린이 설치되었다. 플랫폼이 올라가고 지붕과 스피커가 새로워졌다. 두 개의 키오스크는 새 건물로 교체되었다. 플랫폼 2의 확장 덕분에 취리히행 급행열차는 이제 트랙 3을 사용할 수 있었다.
이 현대화 작업의 일환으로 역광장도 개조되었다. 리노베이션에 대한 전국적인 홍보는 아티스트 듀오 Com&Com의 창작물인 신화 속 생물 ‘mocmoc’의 조각품으로 보강되었다. 조각품에 대한 지역적 논쟁은 2004년 국민투표로 이어졌다.

### 2003년 이후 개발
스위스 연방 철도의 기관차 창고와 신호 상자는 2003년부터 역사 학회 미텔-투르가우 철도, 그리고 2005년부터 역사 재단 역 - 엔젬블레 로만스호른, 철도 세계에서 경험많은 로카라마에서 운영되었다.  역사적인 신호 갠트리, 석탄화 단계 및 수중 크레인도 로카라마의 일부이다.
Rail 2000의 일환으로 IC2000 열차를 사용하여 시계 문자반 시간표로 운영되는 인터시티 서비스가 로만스호른과 브리크 사이에 설립되었다.

## 운행편
2021년 12월 시간표 변경에 따라 다음 서비스는 로만스호른에서 정차한다.
- 인터시티 : 브리크까지 매시간 운행.
- 레기오익스프레스 : 콘스탄츠와 헤리자우 사이를 매시간 운행한다.
- 장크트갈렌 S-반 :
  - S1 : 장크트갈렌을 경유하여 샤프하우젠과 빌 사이를 30분 간격으로 운행한다.
  - S7 : 바인펠덴까지 매시간 서비스 / 로르샤흐까지 30분 운행 토요일과 일요일에는 로르샤흐에서 브레겐츠를 경유 린다우-로이틴.
  - S10 : 바인펠덴을 통해 빌까지 30분마다 운행.

## 같이 보기
- 스위스의 철도